# Dębiny (powiat lubartowski)
Dębiny – wieś w Polsce położona w województwie lubelskim, w powiecie lubartowskim, w gminie Abramów.
| SIMC    | Nazwa           | Rodzaj    |
| ------- | --------------- | --------- |
| 0378081 | Kobusówka       | część wsi |
| 0378098 | Nagadowszczyzna | część wsi |
| 0378106 | Pod Karczunkiem | część wsi |
| 0378112 | Pod Wielkolasem | część wsi |

Wieś szlachecka położona była w drugiej połowie XVI wieku w powiecie lubelskim województwa lubelskiego. 
W latach 1975–1998 miejscowość należała administracyjnie do województwa lubelskiego.
Wieś stanowi sołectwo gminy Abramów. Według Narodowego Spisu Powszechnego (III 2011 r.) wieś liczyła 311 mieszkańców.